# یه فاشان
یه فاشان (انگلیسی: Ye Fashan؛ ‏ چینی: 葉法善؛ ‏ ۶۳۱ – ۷۲۰) مشهور به «مرد کامل، یه» مجوسی، ساحر و معجزه‌گر تائوئیست اهل چین بود که در دوران حکومت دودمان تانگ می‌زیست.
بر اساس تذکره‌نویسی‌های موجود از زندگانی مقدسان، او به صورت انسانی فناناپذیر «در روز روشن» در ۱۲ ژوئیه ۷۲۰ به بهشت عروج کرد.